# Dom Towarowy Otto Sterna w Poznaniu
Dom Towarowy Otto Sterna w Poznaniu – dom towarowy usytuowany przy ul. Wielkiej 21, ówcześnie ul. Szerokiej (niem. Breitestrasse) na Starym Mieście w Poznaniu.

## Opis
Budynek domu towarowego wzniesiony został w 1910 roku. Wybudowany został na kilku parcelach. Budynek zaprojektował architekt Fritz Pfannschmidt. Posiadał pięć kondygnacji handlowo-administracyjnych. Wyróżniał go neobarokowy detal. Elewacja wykonana była z kolorowego klinkieru z secesyjnym wzorem. Stanowił własność kupca Otto Sterna.
Obecnie parter kamienicy przeznaczony jest na cele handlowe, natomiast górne kondygnacje wykorzystane są na mieszkania i biura. Podwórze jest wspólne z kamienicą mieszkalną przy ul. Woźnej 9.
W budynku do końca lat 90. XX wieku mieściło się kino. Początkowo nazwane „Grand Kinematograf” potem „Corso”, a następnie „Gong”.

## Galeria

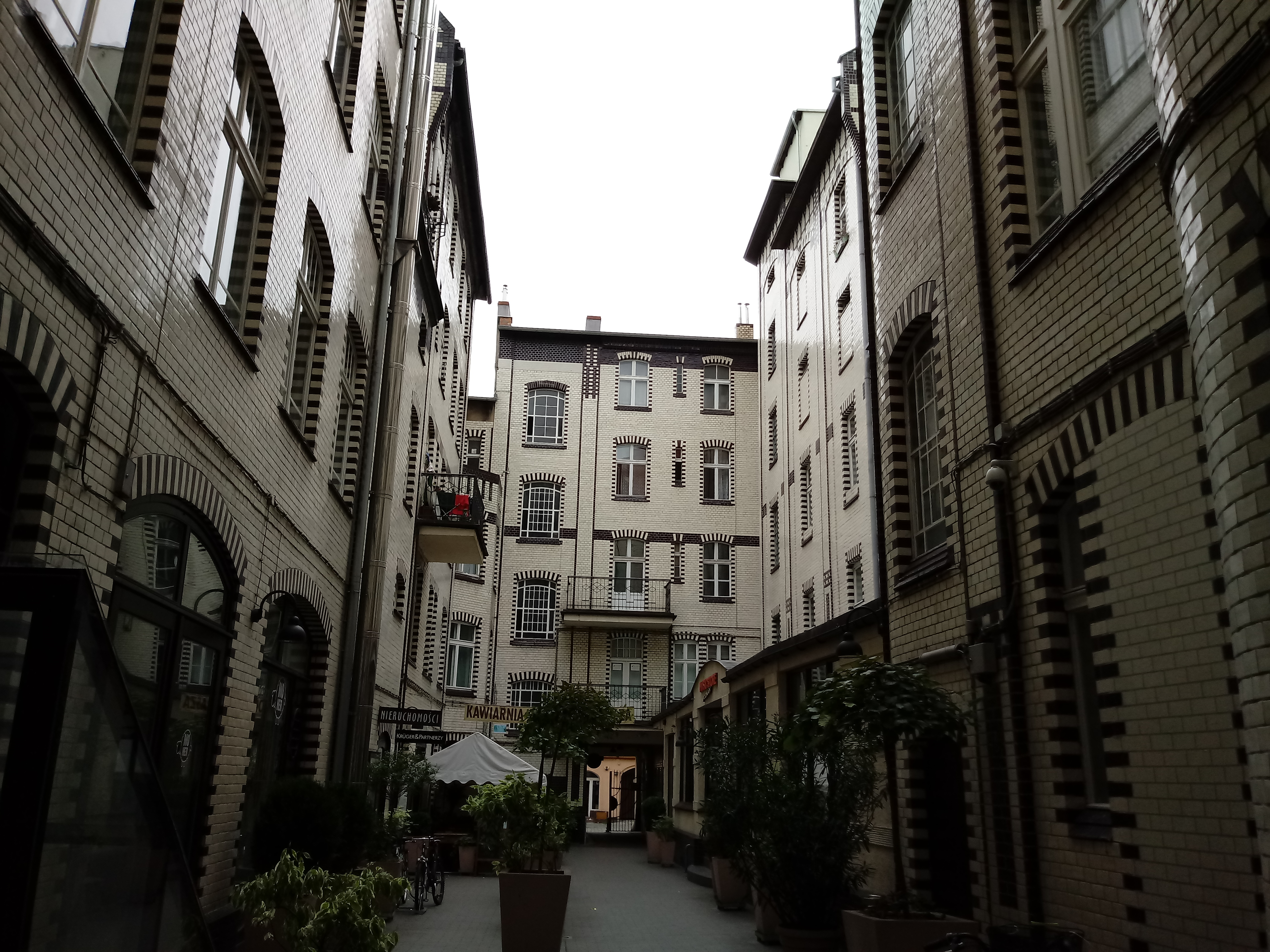
Podwórze (widok w kierunku ul. Woźnej)